# Lijst van nummer 1-hits in de Vlaamse top 10 in 2003
De volgende hits stonden in 2003 op nummer 1 in de Vlaamse top 10.
| Datum        | Artiest                                       | Titel               |
| ------------ | --------------------------------------------- | ------------------- |
| 4 januari    | Davy Gilles, Dieter Verhaegen & Mark Tijsmans | De koningen         |
| 11 januari   | Davy Gilles, Dieter Verhaegen & Mark Tijsmans | De koningen         |
| 18 januari   | Davy Gilles, Dieter Verhaegen & Mark Tijsmans | De koningen         |
| 25 januari   | Davy Gilles, Dieter Verhaegen & Mark Tijsmans | De koningen         |
| 1 februari   | Davy Gilles, Dieter Verhaegen & Mark Tijsmans | De koningen         |
| 8 februari   | Davy Gilles, Dieter Verhaegen & Mark Tijsmans | De koningen         |
| 15 februari  | Mama's Jasje                                  | Het tij zal keren   |
| 22 februari  | Mama's Jasje                                  | Het tij zal keren   |
| 1 maart      | Spring                                        | Spring              |
| 8 maart      | Spring                                        | Spring              |
| 15 maart     | Spring                                        | Spring              |
| 22 maart     | Spring                                        | Spring              |
| 29 maart     | Spring                                        | Spring              |
| 5 april      | Spring                                        | Spring              |
| 12 april     | Spring                                        | Spring              |
| 19 april     | Spring                                        | Spring              |
| 26 april     | Spring                                        | Spring              |
| 3 mei        | Spring                                        | Spring              |
| 10 mei       | Spring                                        | Spring              |
| 17 mei       | Spring                                        | Spring              |
| 24 mei       | M-Kids                                        | Indianen dans       |
| 31 mei       | M-Kids                                        | Indianen dans       |
| 7 juni       | M-Kids                                        | Indianen dans       |
| 14 juni      | M-Kids                                        | Indianen dans       |
| 21 juni      | M-Kids                                        | Indianen dans       |
| 28 juni      | K3                                            | Oya lélé            |
| 5 juli       | K3                                            | Oya lélé            |
| 12 juli      | K3                                            | Oya lélé            |
| 19 juli      | K3                                            | Oya lélé            |
| 26 juli      | K3                                            | Oya lélé            |
| 2 augustus   | Wim Soutaer                                   | Allemaal            |
| 9 augustus   | K3                                            | Oya lélé            |
| 16 augustus  | Wim Soutaer                                   | Allemaal            |
| 23 augustus  | Wim Soutaer                                   | Allemaal            |
| 30 augustus  | Wim Soutaer                                   | Allemaal            |
| 6 september  | Wim Soutaer                                   | Allemaal            |
| 13 september | Wim Soutaer                                   | Allemaal            |
| 20 september | Wim Soutaer                                   | Allemaal            |
| 27 september | Wim Soutaer                                   | Allemaal            |
| 4 oktober    | Wim Soutaer                                   | Allemaal            |
| 11 oktober   | Wim Soutaer                                   | Allemaal            |
| 18 oktober   | Biezebaaze                                    | LoetseBollekeZoetse |
| 25 oktober   | Biezebaaze                                    | LoetseBollekeZoetse |
| 1 november   | Biezebaaze                                    | LoetseBollekeZoetse |
| 8 november   | Spring                                        | Te min voor Anja    |
| 15 november  | Spring                                        | Te min voor Anja    |
| 22 november  | Spring                                        | Te min voor Anja    |
| 29 november  | X!NK                                          | De vriendschapsband |
| 6 december   | X!NK                                          | De vriendschapsband |
| 13 december  | X!NK                                          | De vriendschapsband |
| 20 december  | X!NK                                          | De vriendschapsband |
| 27 december  | X!NK                                          | De vriendschapsband |

Lijsten van nummer 1-hits in de Radio 2 Top 30

1970 ·
1971 ·
1972 ·
1973 ·
1974 ·
1975 ·
1976 ·
1977 ·
1978 ·
1979 ·
1980 ·
1981 ·
1982 ·
1983 ·
1984 ·
1985 ·
1986 ·
1987 ·
1988 ·
1989 ·
1990 ·
1991 ·
1992 ·
1993 ·
1994 ·
1995 ·
1996 ·
1997 ·
1998 ·
1999 ·
2000 ·
2001 ·
2002 ·
2003 ·
2004 ·
2005 ·
2006 ·
2007 ·
2008 ·
2009 ·
2010 ·
2011 ·
2012 ·
2013 ·
2014 ·
2015 ·
2016 ·
2017 ·
2018 ·
2019 ·
2020 ·
2021 ·
2022 ·
2023 ·
2024 ·
2025
Lijsten van nummer 1-hits in de Ultratop 50 

1995 ·
1996 ·
1997 ·
1998 ·
1999 ·
2000 ·
2001 ·
2002 ·
2003 ·
2004 ·
2005 ·
2006 ·
2007 ·
2008 ·
2009 ·
2010 ·
2011 ·
2012 ·
2013 ·
2014 ·
2015 ·
2016 ·
2017 ·
2018 ·
2019 ·
2020 ·
2021 ·
2022 ·
2023 ·
2024 ·
2025
Lijsten van nummer 1-hits in de Vlaamse top 50

2001 ·
2002 ·
2003 ·
2004 ·
2005 ·
2006 ·
2007 ·
2008 ·
2009 ·
2010 ·
2011 ·
2012 ·
2013 ·
2014 ·
2015 ·
2016 ·
2017 ·
2018 ·
2019 ·
2020 ·
2021 ·
2022 ·
2023 ·
2024 ·
2025
- Nederland (Top 40)
- Nederland (Single Top 100)
- Nederland (3FM Mega Top 50)
- Nederland (DVD Top 30)
- Vlaanderen (Radio 2 Top 30)
- Vlaanderen (Ultratop 50)
- Vlaanderen (Top 30 van Ultratop)
- Wallonië
- Australië
- Denemarken
- Duitsland
- Frankrijk
- Italië
- Noorwegen
- Oostenrijk
- Verenigd Koninkrijk
- Verenigde Staten (Hot 100)
- Zwitserland